# Conchaspis insolitus
Conchaspis insolitus är en insektsart som beskrevs av Mamet 1954. Conchaspis insolitus ingår i släktet Conchaspis och familjen Conchaspididae.
Artens utbredningsområde är Madagaskar. Inga underarter finns listade i Catalogue of Life.